# Tecunumania quetzalteca
Tecunumania quetzalteca är en gurkväxtart som beskrevs av Paul Carpenter Standley och Steyerm. Tecunumania quetzalteca ingår i släktet Tecunumania och familjen gurkväxter. Inga underarter finns listade i Catalogue of Life.